# Józef Fryźlewicz

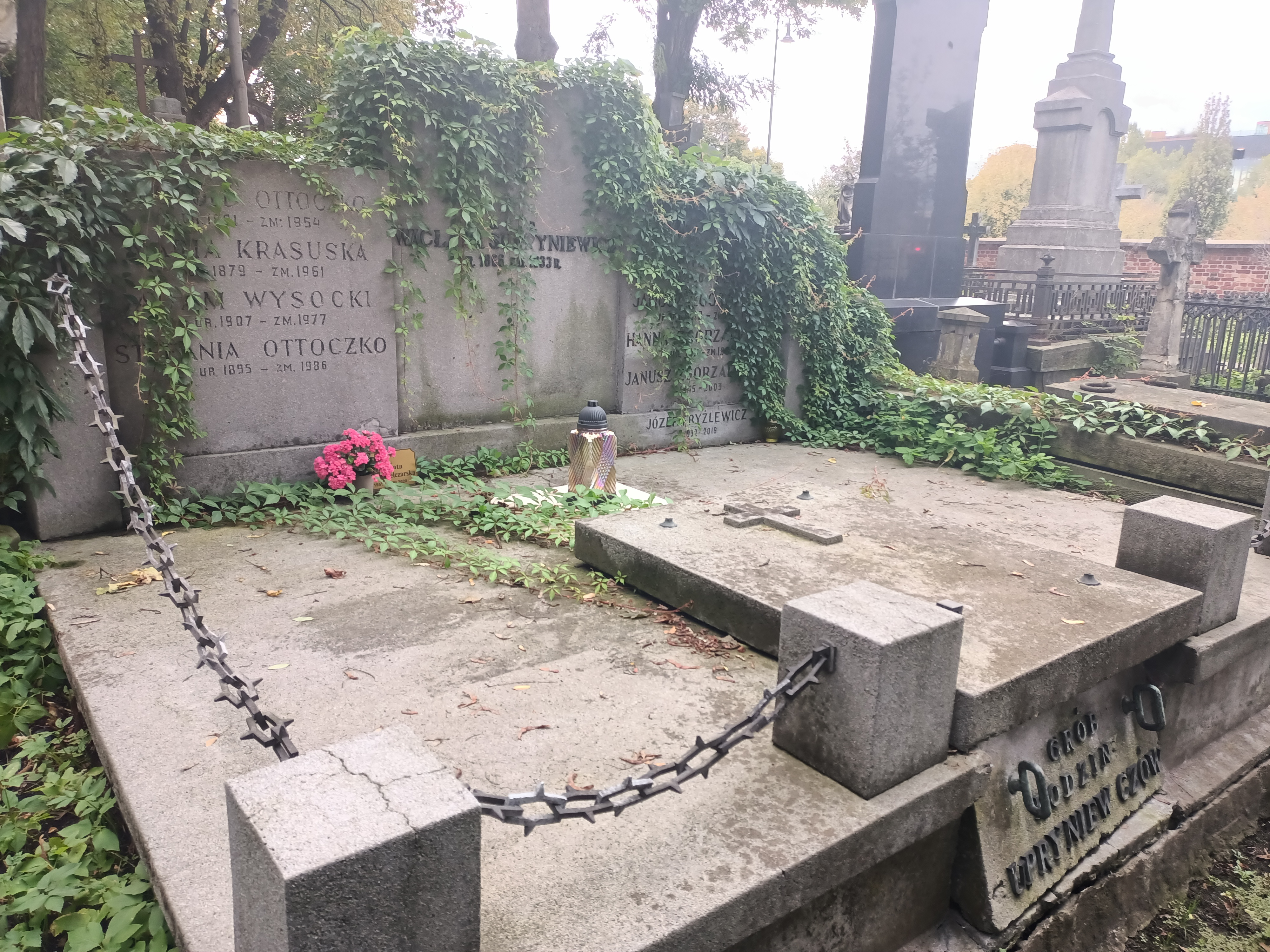
Grób Józefa Fryźlewicza na Cmentarzu Powązkowskim

Józef Fryźlewicz (ur. 1 marca 1932 w Nowym Targu, zm. 17 sierpnia 2018 w Konstancinie-Jeziornie) – polski aktor, poeta, prozaik i dramaturg.

## Życiorys
W latach 1952–1953 studiował w Państwowej Wyższej Szkole Teatralnej w Krakowie, a w latach 1953–1954 na Wydziale Polonistyki Uniwersytetu Jagiellońskiego. Następnie pracował jako instruktor kulturalny w domu kultury w Nowym Targu. W 1959 roku ukończył studia na Wydziale Aktorskim łódzkiej filmówki i w tym samym roku debiutował na scenie. Zawodowo związany był przede wszystkim ze scenami warszawskimi (od 1995 r pozostawał bez etatu). Wielokrotnie nagradzany za swoje kreacje teatralne m.in. na Kaliskich Spotkaniach Teatralnych za rolę Konrada w „Wyzwoleniu” S. Wyspiańskiego i Hrabiego w „Nie-Boskiej komedii” Z. Krasińskiego. Miał w swoim dorobku przeszło 100 ról w filmie i w Teatrze Telewizji. Był też autorem sztuk teatralnych, wierszy i opowiadań publikowanych w czasopismach kulturalnych.
W 2015 roku opublikował w wydawnictwie „Zachylina” książkę wspomnieniową pt. Pamiętam... Listy do Marka. Wydał także książkę pt. Ja, Zgryźlewicz.
Był żonaty z aktorką i poetką Barbarą Zgorzelewicz. Miał syna, Marcina Fryźlewicza, prawnika, pracownika Biura Analiz Sejmowych w Kancelarii Sejmu. Jego bratankiem był Marek Fryźlewicz (ur. 1960, zm. 2020), były burmistrz Nowego Targu.
Nosił przydomek „Maziorz”.
Zmarł 17 sierpnia 2018 roku w Domu Artystów Weteranów Scen Polskich w Skolimowie. 31 sierpnia 2018 został pochowany na cmentarzu Powązkowskim w Warszawie.

## Teatr
- Teatr im. Wandy Siemaszkowej w Rzeszowie (1959–1961)
- Lubuski Teatr im. Leona Kruczkowskiego w Zielonej Górze (1961–1963)
- Teatr Polski w Poznaniu (1963–1966)
- Teatr Ludowy w Krakowie (1966–1968)
- Teatr Śląski (1968–1969)
- Teatr Narodowy w Warszawie (1969–1972)
- Teatr Współczesny w Warszawie (1972–1978)
- Teatr na Woli (1978–1982)
- Teatr Rozmaitości w Warszawie (1982–1986)
- Teatr Na Targówku w Warszawie (1986–1988)
- Teatr Popularny w Warszawie (1988–1989)
- Teatr Polski im. Hieronima Konieczki w Bydgoszczy (1989–1995) (jako spec. ds. wymowy)

## Teatr Tv
- Prymas w Komańczy Scena Faktu, reż. Paweł Woldan (2010) – ojciec kardynała Wyszyńskiego
- Mojżesz i Katarzyna J. Godlewskiej, reż. A. Drabiński (1998) – dziadek Mojżesza
- Ksiądz Marek J. Słowackiego, reż. K. Nazar (1997) – Marszałek
- Król Maciuś Pierwszy J. Korczaka, reż. F. Zylber (1997) – minister oświaty
- Promieniowanie ojcostwa K. Wojtyły, reż. A.M. Marczewski (1983) – Adam
- Lato T. Rittnera, reż. S. Hebanowski (1980) – doktor
- Okup dla wszystkich J. Hena, reż Z. Wardejn (1978) – Pietro

## Filmografia
- Niania (odc. 22) (2006), reż. J. Bogajewicz – Stanisław
- Kto nigdy nie żył… (2006), reż. A. Seweryn – proboszcz
- Plebania (2005) – Wiciak
- Twarze i maski (2000) – ksiądz
- Pan Tadeusz (1999), reż. A. Wajda – Karol Kniaziewicz
- Bar "Atlantic" - serial TV (1996), reż. Janusz Majewski - Stopka
- Siwa legenda (1991), reż. B. Poręba – kanclerz
- Żelazną ręką (1989), reż. R. Ber – Gosławski
- Pole niczyje (1988), reż. J. Błeszyński – Szczęsny
- Mistrz i Małgorzata (1988), reż. M. Wojtyszko – Arkadiusz Semplejarow, widz w teatrze „Variete”
- Śmieciarz (1987) – mecenas Przełęcki (odc. 1)
- Tumor Witkacego (1985), reż. G. Dubowski – Tadeusz „Boy” Żeleński
- Przyłbice i kaptury (1985), reż. M. Piestrak – Johann Vogelweder, brat Petera
- Mrzonka (1985), reż. J. Majewski – Jan Galica z Szaflar
- Klejnot wolnego sumienia (1981), reż. G. Królikiewicz – biskup Krasiński
- Najdłuższa wojna nowoczesnej Europy (1981) – Karol Libelt (odc. 4 i 5)
- Królowa Bona (1980), reż. J. Majewski – Seweryn Boner, bankier królewski
- Polonia Restituta (1980), reż. B. Poręba – Roman Dmowski
- Dyrygent (1979), reż. A. Wajda – wojewoda
- Znaki zodiaku (1978), reż. G. Zalewski – docent, wykładowca Magdy
- Somosierra. 1808 (1978), reż. L. Smolińska i M. Sroka – Józef Bonawentura Załuski
- Test pilota Pirxa (1978), reż. M. Piestrak – obrońca Pirxa na rozprawie
- Tańczący jastrząb (1977), reż. G. Królikiewicz – Kinol
- Raszyn. 1809 (1977), reż. L. Smolińska i M. Sroka – Jan Henryk Dąbrowski
- Pasja (1977), reż. S. Różewicz – Teofil Wiśniewski, prezes trybunału w Galicji
- Granica (1977), reż. J. Rybkowski – Antoni, inspektor policji
- 07 zgłoś się (1976), reż. K. Szmagier - Oleszuk, uczestnik napadu na jubilera.
- Cafe pod Minogą (1959), reż. B. Brok – gestapowiec